# 팝툰
《팝툰》(POPTOON)은 대한민국의 회사인 씨네21에서 펴낸 만화 잡지이다. 2007년 3월 1일에, 매월 1일, 15일로 월 2회 발행으로 창간되었다. ‘성인을 위한 고품격 만화,’ ‘장르 만화의 새로운 비전’를 목표로 한다고 창간호를 통해 밝혔다. 현재 1년 2~3번씩 정기적으로 창작만화공모전을 시행하고 있다. 제호에서 'POP'은 'Popular'의 대중만화와 젊음의 느낌을 담고 있다. 그러나 경제 악화로 인한 재정적인 이유와 만화 시장에 새로운 변화를 주기 위하여 2009년 3월부터 월간으로 간행주기를 전환하였고, 2010년 3월부로 무기한 휴간되었다.

## 잡지의 난항과 개편, 그리고 현재
팝툰은 초기에 나병재, 석정현 등의 인터넷이나 인디, 언더그라운드 만화에서 기량이 출중하던 만화가를 기용하였다. 그러나 잡지 연재에 익숙치 않은 탓에 연재 중단이 된 작품이 많았다. 게다가 홍보가 부족하여 판매량이 계속 하락하는 어려움을 겪었다. 결국 팝툰은 판매량과 작품 방향의 문제 때문에 제17호(2007년 11월 1일)부터 편집장이 《씨네21》의 취재팀장인 이성욱으로 교체되고 판형이 기존 《씨네21》 등 영화 잡지에서 많이 써오던 4x6배판형에서 크라운변형판으로 바뀌고 작품의 전체적인 노선이 언더그라운드 취향에서 여성적 취향으로 바뀌었다. 그와 동시에 가격이 2,500원에서 3,300원으로 32% 인상되어 《씨네21》의 3,000원보다 비싸지게 되었으나 비교적 일반적으로 바뀐 탓에 판매는 아직까지 괜찮은 편이다.
그러나 2008년 3월 현재 누적적자가 2억원이고 2008년 10월 즈음에 문화관광부와 한국문화콘텐츠진흥원의 만화작가 창작활성화 사업 지원금이 중단이 예정되어있어 잡지의 순항 여부는 앞으로도 계속 지켜봐야 할 것으로 보인다.
팝툰은 이에 대한 대책으로 단행본 발간과 다음커뮤니케이션의 컨텐츠 부문 자회사 (주)컨텐츠플러그와 싸이더스FNH와 협약을 맺었다.
팝툰은 영화 〈페르세폴리스〉의 시사회 이벤트와 KBS의 스토리 배틀 프로그램 이야기발전소의 협찬에 참여해 홍보를 서서히 넓혀가고 있으며, 2008년 7월 25일에는 (재)경기도디지털콘텐츠진흥원(GDCA), (사)한국만화가협회, (사)우리만화연대와 같이 '만화제작지원사업'에 대한 협약을 맺었다.
그리고 42호(2008년 11월 30일)에서 1년 여만의 개편이 단행되었다. 개편은 주로 읽은 거리를 늘리는 방향으로 이루어졌다. 49호 (2009년 3월호)에서 월간으로 간행 주기가 바뀌었지만 42호에서 이루어진 개편의 방향을 그대로 잇는 방향으로 소폭 개편이 이루어졌다.
2010년 3월부로 무기한 휴간에 들어갔고 구독기간이 남은 정기구독자들은 같은 출판사의 잡지 씨네21으로 전환한다고 밝혔다.

## 잡지에 대한 비판
팝툰에 대한 비판은 주로 2가지로 나뉜다. 개편 이전의 비판으로는 잡지의 수위가 높고, 작품들의 연재 지연이나 중단이 많고, 홍보 부족에 대한 비판이 있었다. (특히 홍보 부족에 대한 비판은 아직도 존재한다.) 개편 이후의 비판으로는 개편을 하면서 인디, 언더그라운드 취향이 많이 빠져 창간 당시의 목표와는 거리가 멀어졌다는 비판과 가격이 비싸져 사보기가 더 힘들어졌다는 비판이 나왔다.
최근에는 배송 문제에 대한 문제도 제기되고 있다.

## 주요 참여 작가 및 필진
- 강경옥 보관됨 2008-07-04 - 웨이백 머신
- 강재상
- 강지영
- 기선
- 김진태
- 김태권
- 박미향
- 심영섭
- 아롱(최은영)
- 코피
- 윤태호
- 이광열
- 이영곤
- 이우열
- 전지영(탄산고양이)
- 정은규(물먹은화장지)
- 조경규
- 조훈
- 진철수
- 한혜연

### 예전 주요 참여 작가
- August25(이은구) 보관됨 2008-01-04 - 웨이백 머신
- 권리
- 경연미 보관됨 2008-02-16 - 웨이백 머신
- 김낙호
- 김양수
- 김연서
- 김연승
- 나병재
- 네온비
- 노준구
- 마인드C
- 바스티앙 비베스
- 배준걸
- 석정현
- 송태욱
- 심차섭
- 이경석
- 이광열
- 이두호
- 이명석
- 이태경
- 장세인 보관됨 2016-03-04 - 웨이백 머신
- 정구미
- 조남준
- 조석
- 조주희
- 탁영호
- 토마
- 홍승우

## 현재 연재 중인 작품

### 만화 및 카툰
- 《시간여행보고서》 : 조주희 - 1호(2007년 3월 1일) ~ 비정기 연재 중
  - 원래 예정된 제목은 《시간회귀병》이었다. 작가의 출산 문제로 인하여 연재를 중단한 적이 있다. 작가의 사정으로 비정기로 연재를 하고 있다.
- 《Hola! Chicos!》(올라! 치꼬스!)  : 조훈 - 17호(2007년 11월 1일) ~
  - 28호(2008년 4월 15일) 게재분의 글은 원종익이 썼다.
- 《플리즈, 플리즈 미》 : 기선 - 17호(2007년 11월 1일) ~
  - 제목은 비틀즈의 데뷔 앨범 <Please Please Me>에서 따온 것이다.[5]
  - 내용 중에 등장하는 주인공 구애리의 일러스트는 모두 일러스트레이터 소희[깨진 링크(과거 내용 찾기)]의 허락을 받고 사용한 작품이다.
- 《설희》 : 강경옥 - Part1 설희 : 17호(2007년 11월 1일) ~ 25호(2008년 3월 1일), Part2 세이 세라 : 27호(2008년 4월 1일) ~ 35호(2008년 8월 1일), Part3 非日常 : 37호(2008년 9월 1일) ~ 44호(2008년 12월 15일), Part4 폭풍(嵐) : 45호(2009년 1월 1일) ~ 51호(2009년 5월호), Part5 Dead or Alive : 52호(2009년 6월호) ~
- 《Happy Copi》 : 코피- 17호(2007년 11월 1일) ~
- 《와일드 와일드 워커스》 : 김진태 - 27호(2008년 4월 1일) ~
  - 연재 전에 논의되었던 제목은 《사형수를 위한 나라는 없다》, 《길로틴 컴퍼니》였다.[6]
- 《애총》 : 한혜연 - 프롤로그 : 33호(2008년 7월 1일) ~ 35호(2008년 8월 1일), 제1장 학살의 밤 : 36호(2008년 8월 15일) ~
  - 연재 시작 전부터 영화 판권을 팔고, 서울애니메이션센터의 2008 해외수출 기획만화 제작지원이 결정되었다.[7][8]
  - 《애총》은 어린아이 무덤을 뜻하는 말이다.
- 《당신은 거기 있었다》 : 윤태호 - 42호(2008년 11월 30일) ~
  - GDCA 제작센터 만화 제작산업 프로젝트의 일환으로 연재한다.
- 《팬더댄스 만화 씨리이-즈》 : 조경규 - 48호(2009년 2월 15일) ~
  - 일부 작품은 미디어다음 만화속세상에서도 동시 연재하고 있다.
- 《밝은 미래》 : 원작·각색·그림 이영곤, 글 진철수, 이우열 - 49호(2009년 3월 1일) ~
  - GDCA 제작센터 만화 제작산업 프로젝트의 일환으로 연재한다.
  - 원래 영화 시나리오로 만들어진 것을 만화로 형식을 바꾼 작품이다.
  - 팝툰 최초로 글을 담당하는 사람이 두 명이다.

### 소설 및 칼럼
- 소설 《심여사는 킬러》 : 글 강지영 - 42호(2008년 11월 30일) ~
- 잡식동물들의 도시생존법 : 임경선, 강재상씨를 제외하고 매 호마다 다른 필진으로 구성된다. - 42호(2008년 11월 30일) ~
- 모두 잘하고 있나요 - 42호(2008년 11월 30일) ~
- 당신은 누구십니까 : 에디터 김송은 - 42호(2008년 11월 30일) ~
- 맛있는 만화 : 박미향 - 42호(2008년 11월 30일) ~
  - 첫 연재 당시의 제목은 '식욕과 성욕 사이'였다.
- 캐릭터 심리학 : 심영섭 - 42호(2008년 11월 30일) ~
- Pop-ing Culture - 42호(2008년 11월 30일) ~
  - 한국문화콘텐츠진흥원 기획, 씨네21 주관의 매주 예술문화전문가 초청 강연 '아트샤워 시즌 2'의 강연록을 독점 연재한다.
- Pop-ing Docu - 지현주 : 49호(2009년 3월호) ~
  - 다큐멘터리 형식의 연재 작품으로 매 회마다 특별한 주제를 다룬다.
- 내 인생의 만화 - 51호(2009년 6월호) ~
  - 매 호마다 유명 인사 두 명의 '내 인생의 만화'를 소개한다.
- 만화동네 사람들
- Poptoon Ending (편집장의 글)

## 연재를 종료한 작품
- 《혜숙씨》 :  August25(이은구) - 1호(2007년 3월 1일)
  - 원래 예정된 제목은 《스푸마토》였다. 작가가 자신이 원하는 방향과 다른 작품이 나왔다고 생각해서 1호(2007년 3월 1일) 만에 연재가 중단되었다.
- 《무지개일기》 : 나병재 - 1호(2007년 3월 1일) ~ 2호(2007년 3월 15일)
- 《Everybody Loves Papa》 : 이태경 - 1호(2007년 3월 1일) ~ 4호(2007년 4월 15일)
  - 연재 중간에 경쟁지인 웹진《만끽》으로 작품을 옮겼다.
- 《푸른 하늘》 : 조석 - 1호(2007년 3월 1일) ~ 5호(2007년 5월 1일)
- 《동백아가씨》 : 석정현 - 1호(2007년 3월 1일) ~ 8호(2007년 6월 15일)
- 《즐거운 조이보》 : 홍승우 - 1호(2007년 3월 1일) ~ 13호(2007년 9월 1일)
- 《내 귀에 도청장치》(Souldiver)  : 김연서 - 1호(2007년 3월 1일) ~ 14호(2007년 9월 15일)
  - 1호(2007년 3월 1일)에서는 컬러로 게재되었으나, 그 이후로는 계속 흑백으로 연재되었다.
- 《품위생활백과》 : 기선 - 1호(2007년 3월 1일) ~ 16호(2007년 10월 15일)
  - 그림보다는 글을 주로 사용하여 교양적인 정보를 전달하는 만화였다.
- 《이두호의 가라사대》 : 이두호 - 1호(2007년 3월 1일) ~ 16호(2007년 10월 15일)
  - 오래전에 모 학습월간지에 연재했던 《한국고금기인열전》를 작가가 그림체를 수정해서 연재한 만화였다.
  - 《이두호의 가라사대》 출판사 : 행복한 만화가게, 2008년 7월 30일 발매 ISBN 9788990664822
- 《아이템 팩토리》 : 네온비 - 3호(2007년 4월 1일) ~ 13호(2007년 9월 1일)
- 《히든 트랙》 : 김연승 - 4호(2007년 4월 15일) ~ 11호(2007년 8월 1일) : 장르 - 음악 뒷이야기 지식 만화
- 《2weeks issue》 : 김양수 - 5호(2007년 5월 1일) ~ 16호(2007년 10월 15일)
  - 2주간의 시사, 문화 등의 소식을 다루는 1쪽짜리 만화였다.
- 《I Love Tokyo》 : 배준걸 - 5호(2007년 5월 1일) ~ 16호(2007년 10월 15일) : 장르 - 체험기
  - 처음 연재 할 때의 제목은 《준니짱의 즐거운 일본》이었으나, 9호(2007년 7월 1일)부터 위의 제목으로 바뀌었고 연재 분량도 1장에서 2장으로 늘어났다.
- 《내 이름은 팬더댄스》 : 조경규 - 6호(2007년 5월 15일) ~ 16호(2007년 10월 15일)
  - 인터넷에서 ‘팬더댄스’라는 캐릭터로 유명세를 탄 작가가 자신의 캐릭터로 연재한 작품이었다.
- 《내가 결혼할 때까지》 : 정구미 - 6호(2007년 6월 1일) ~ 29호(2008년 5월 1일)
  - 특이하게도, 자신이 좋아하는 남자하고 결혼할 때까지 연재하는 만화이다. 처음에는 격호 연재였으나 18호(2007년 11월 15일)부터 매호 연재로 바뀌었다.
  - 실제로 정구미는 2008년 3월 29일에 자신의 남자친구인 '블랙남자'와 전통 혼례를 치렀다.[9]
- 《원웨이 티켓》 : 조남준 - 8호(2007년 6월 15일) ~ 32호(2008년 6월 15일)
  - 격호 연재작이었으나, 15호(2007년 10월 1일)부터 매호 연재로 바뀌었다.
- 《파밍걸 아샤》: August25(이은구) - 2호(2007년 3월 15일) ~ 36호(2008년 8월 15일)
  - 20호(2007년 12월 15일)부터 작가의 사정으로 인해 격호 연재로 전환되었다.
- 《전원교향곡》 : 이경석 - 1부 : 1호(2007년 3월 1일) ~ 41호(2008년 11월 1일)
- 《D.O.G.》(Development Of the Gag) : 마인드C - 1부 : 1호(2007년 3월 1일) ~ 41호(2008년 11월 1일)
  - 27호(2008년 4월 1일)부터 로고가 힙합 스타일로 변하였다.
- 《속 좁은 여학생》 : 토마 - 9호(2007년 7월 1일) ~ 52호 (2009년 6월호)

### 1차 개편호(17호 - 2007년 11월 1일) 이후부터의 연재작
- 《오로의 카페》 : 글 이명석, 그림 조주희 - 시즌 1 : 17호(2007년 11월 1일) ~ 31호(2008년 6월 1일)
  - 원래 조주희는 《프렌즈》라는 게이들의 사랑 이야기를 다룬 만화를 연재하려고 했으나 어떠한 사정으로 인하여 연재작이 바뀌었다.
- 《Culture Talk》 : 김양수 - 17호(2007년 11월 1일) ~ 26호(2008년 3월 15일)
- 《외로운 오기사》 : 오영욱 - 17호(2007년 11월 1일) ~ 31호(2008년 6월 1일)
- 《신지특경 卍》 : 장세인 - Season1 : 21호(2008년 1월 1일) ~ 36호(2008년 8월 15일)
  - 팝툰의 첫 그래픽 노블 연재작이다.
- 《르네상스 탐정 바사리》 : 김태권 - 1부 : 17호(2007년 11월 1일) ~ 38호(2008년 9월 15일)
- 《돌아온 팬더댄스》 :  조경규 - 28호(2008년 4월 15일) ~ 34호(2008년 7월 15일)
  - 31호(2008년 6월 1일)에서만 2쪽에서 4쪽으로 페이지를 늘려서 연재했다.
- 《별별이야기》 : 심차섭 - 17호(2007년 11월 1일) ~ 35호(2008년 8월 15일)
  - 별자리마다 각각 다른 사람들의 행동을 재미있게 다룬 카툰 형식의 작품이다. 2004년 일간 무가지 《데일리줌》에 연재했던 작품을 다시 연재한다. 원래는 네컷 만화였으나 이번에 연재하는 것은 한 별자리당 하나의 칸을 그리는 것으로 변경되었다.
- 소설 《카오스모폴리탄》 : 글 권리, 일러스트 정은규(물먹은화장지) - 17호(2007년 11월 1일) ~ 40호(2008년 10월 15일)
  - 팝툰의 첫 소설 연재작이다. 《싸이코가 뜬다》로 제9회 한겨레문학상을 수상한 권리와 인터넷에서 ‘물먹은화장지’라는 애칭으로 유명한 정은규가 참여했다. 소설가가 직접 여행을 다니면서 자신이 여행을 다녀온 곳을 주제로 글을 쓴다는 '실시간 여행 소설'로 주목을 받았다.
  - 원래 예정 제목은 《아시안 콤플렉스》였으나 한정적인 이유로 바꾸었다.[10]
- 《만화프리즘》 : 김낙호(capcold) -  5호(2007년 5월 1일) ~ 41호(2008년 11월 1일)
  - 권말 시사 칼럼.
- 《Cover Essay》 : 전지영(탄산고양이) - 17호(2007년 11월 1일) ~ 41호(2008년 11월 1일)
- 《팬더댄스와 명화극장》 : 조경규 - 39호(2008년 10월 1일) ~ 41호(2008년 11월 15일)
  - 원래 씨네21에서 《정훈이 만화》의 후속으로 연재가 이루어졌던 작품이었다가, 《팝툰》으로 옮겨졌다.
- 《차이니즈 봉봉클럽》 : 조경규 - 1부 서울편 : 17호(2007년 11월 1일) ~ 47호(2009년 2월 1일)
  - 2008 북경올림픽 기념 특선 3부작 《팬더댄스와 차이니즈 봉봉클럽》 : 35호(2008년 8월 1일) ~ 37호(2008년 9월 1일)
- 《Now in the city》 : Seoul 오기사, Beijing 배은식, Frankfurt 전우연, Paris 이은화 - 17호(2007년 11월 1일) ~ 51호(2009년 5월호)
  - 작가들이 세계의 도시별로 1장 분량의 컬러 에스프리를 연재했다.
  - 경연미는 26호(2008년 3월 15일)에서 뉴욕에서 인도의 우다이푸르로 장소를 옮겼다가 27호(2008년 4월 1일)에서 다시 뉴욕으로 돌아왔다.
  - 《Now in the city》 Newyork 편은 38호(2008년 9월 15일)부터 격호로 연재한다.
  - 개편 전에는 London 노준구, Paris 이은화, Tokyo 오연경, Newyork 경연미였다.
- 《신드롬》 :  이광열 - 30호(2008년 5월 15일) ~ 48호(2009년 2월 15일)
  - 이광열은 제1회 팝툰 신인만화공모전 우수작 수상자이다.
- 《The day》 : 아롱(박은영) - 17호(2007년 11월 1일) ~ 48호(2008년 2월 15일)

### 2차 개편호(42호 - 2008년 11월 30일) 이후부터의 연재작

#### 만화 및 카툰
- 《시사 만담》 : 김태권 - 42호(2008년 11월 30일) ~ 48호(2009년 2월 15일)
- 《또 돌아온 팬더 댄스》 : 조경규 - 42호(2008년 11월 30일) ~ 48호(2009년 2월 15일)
- 《그녀(들)》(ELLE(S)) : 바스티앙 비베스 - 49호(2009년 3월호) ~ 52호(2009년 6월호)
  - 팝툰 최초의 해외 연재작이자, 최초의 프랑스 만화 연재작이다.
  - 프랑스에서는 2007년에 나왔던 작품이다.

#### 소설 및 칼럼
- 만화에서 배우는 생존법 : 김낙호 - 42호(2008년 11월 30일) ~ 51호(2009년 5월호)
- 도시전설 : 세키 아키오, 이다혜 - 42호(2008년 11월 30일) ~ 51호(2009년 5월호)
- 소설 《구글》 : 이우 - 49호 (2009년 3월호) ~ 51호(2009년 5월호)
  - 월간으로 개편되고 추가된 소설이었으나, 인기 부족을 이유로 연재 3회 만에 중단되었다.

## 역대 게재 중단편
- 《멸망의 날》 : 김달님 - 1호(2007년 3월 1일)
- 《키스의 공식》 : 이유정 - 2호(2007년 3월 15일)
- 《좌뇌 찾기》 : 송태욱 - 2호(2007년 3월 15일)
  - 2호의 팝툰 목차에서는 《좌뇌우뇌》로 실려있다. 송태욱의 홈페이지와 팝툰 공식 블로그에는 위의 제목 그대로 나와 있어 목차의 오류인 것으로 보인다.
- 《애리조나 드림》 : 송태욱 - 3호(2007년 4월 1일)
- 《어떤 미소》: 억수 - 3호(2007년 4월 1일)
- 《사랑에 눈멀다》: 송태욱 - 4호(2007년 4월 15일)
- 《피노키오》: 최덕규 - 4호(2007년 4월 15일)
- 《왜 여자들은 내게...》 : 강영수 - 5호(2007년 5월 1일)
- 《신은 외로움을 모른다》 : 송태욱 - 5호(2007년 5월 1일)
- 《여인, 프리》 : 김문희 - 6호(2007년 5월 15일)
- 《라디오 고쳐지다》 : 송태욱 - 6호(2007년 5월 15일)
  - 3호의 《애리조나 드림》과 같은 세계관에서 벌어지는 이야기이다.
- 《메모리즈》 : 문흥미 - 6호(2007년 5월 15일)
- 《그 남자는 왜 그 여자를 좋아하는가》 : 강영수 - 6호(2007년 5월 15일)
- 《커피 case》 : 강영수 - 6호(2007년 5월 15일)
- 《뭐 없나?》 : 마영신 - 7호(2007년 6월 1일)
- 《우리들은 누군가의 마음》 : 송태욱 - 7호(2007년 6월 1일)
- 《아들과 딸》 : 탁영호 - 7호(2007년 6월 1일)
- 《너의 엉덩이를 차주고 싶어!》 : 강영수 - 8호(2007년 6월 15일)
- 《하모니카 원쓰 어게인》 : 훵크D - 8호(2007년 6월 15일)
- 《영원히 안녕》 : 권용득 - 9호(2007년 7월 1일)
- 《개변기》 : 김수박 - 9호(2007년 7월 1일)
- 《그의 낡은 하모니카》 : 훵크D - 9호(2007년 7월 1일)
  - 8호에 실린 《하모니카 원쓰 어게인》의 후속편이다.
- 《괴담》 : 탁영호 - 10호(2007년 7월 15일)
- 《일상》 : 마영신 - 12호(2007년 8월 15일)
- 《첫사랑》 : 김수박 - 12호(2007년 8월 15일)
- 《날개》 : 탁영호 - 13호(2007년 9월 1일)
- 《마가렛, 사랑의 행방》 : 김문희 - 14호(2007년 9월 15일)
- 《밍키, 세상에서 가장 오래된 소녀》 : 박형동 - 15호(2007년 10월 1일)
  - 이 작품은 작가의 단편집 《바이바이 베스파》에 실려있다.
  - 참고로 단편집에는 작가가 《팝툰》에 그렸던 표지그림도 들어있다.
  - 《바이 바이 베스파》 출판사 : 애니북스, 2008년 3월 10일 발매 ISBN 9788959191871
- 《괜찮아질거야》 : 송태욱 - 15호(2007년 10월 1일)
- 《나이트 그녀》 : 마영신 - 26호(2008년 3월 15일)
- 《선수 뜩구》 : 송태욱 - 31호(2008년 6월 1일)
- 《시선》 : 마영신 - 31호(2008년 6월 1일)
- 소설 《점》 : 글 강지영, 일러스트 김지은 - 36호(2008년 8월 15일)
  - 《팝툰》 최초의 단편 소설. 여름 특선 공포 단편으로서 약간의 동성애적 감각이 들어있다.[11]
- 소설 《낙원고시원》 : 글 강지영, 일러스트 김지은 - 37호(2008년 9월 1일)
- 《시간여행보고서 : 뫼비우스의 띠》 : 조주희 - 41호(2008년 11월 15일)
- 《우주의 끝》 : 송태욱 - 42호(2008년 12월 1일)
- 《부쉬 드 노엘》 : 한혜연 - 44호(2008년 12월 15일)
  - '부쉬 드 노엘'은 크리스마스 때 먹는 장작 모양의 케이크를 말한다.
- 《제주 자전거 여행 2009》: 김혜원 - 52호(2009년 6월호)

### 2007 섬머 스페셜 단편
- 《누구야?》 : 정병식 - 9호(2007년 7월 1일) ~ 11호(2007년 8월 1일)
- 《동기감응》 : 한혜연 - 11호(2007년 8월 1일)
- 《Moment》 : 네온비 - 11호(2007년 8월 1일)
- 《논픽션》 : 김달님 - 11호(2007년 8월 1일)
- 《저주받은 공포의 커피테이블》 : 훵크D - 11호(2007년 8월 1일)

### 2008 설 특집호 특선 중단편
- 《특전》 : 유시진 - 23호(2008년 2월 1일)
- 《지구와 가족에 대한 연구》 : 김진태 - 23호(2008년 2월 1일)
- 《한성유전》 : 한혜연 - 23호(2008년 2월 1일)
- 《비빔툰 외전》 : 홍승우 - 23호(2008년 2월 1일)
- 《오래된 습관》 : 글 남지은, 그림 김인호 - 23호(2008년 2월 1일)
- 《농곡》 : 이지현 - 23호(2008년 2월 1일)
- 《발광소년》 : 정병식 - 23호(2008년 2월 1일)
- 《허깨비가 살아간다》 : 장경섭 - 23호(2008년 2월 1일)

### 여행 특집호 ‘떠나버리자!’ 단편
- 《굴욕과 슬픔의 여행기》 : 김진태 - 32호(2008년 6월 15일)
- 《메이드 인 홍콩》 :  억수 - 32호(2008년 6월 15일)
- 《일본 문학 + 맛 기행》 :  김혜원 - 32호(2008년 6월 15일)
  - 《팝툰》과 일본국제관광진흥기구(JNTO)의 지원을 받고서 작가가 일본으로 여행을 갔고, 단행본은 7월 중에 발간될 예정이다.
- 《시간여행보고서 : 엄마의 시간》 :  조주희 - 32호(2008년 6월 15일)
  - 《시간여행보고서》연작 중 하나이다.
- 《소년의 맛, 소녀의 맛》 : 박형동 - 32호(2008년 6월 15일)
- 《삼삼여행사》 : 장어진 - 32호(2008년 6월 15일)
  - 여담으로, 정작 본 만화에서는 작가의 이름을 ‘장어준’으로 잘못 썼다.

#### KBS 〈이야기 발전소〉 공동 기획 작품
- 《숲을 향하다》 :  원안 이근혜, 글·그림 이지현 - 32호(2008년 6월 15일)
- 《가장소중한것을잃어버리는방법》 :  원안 조용래, 글·그림 김도연 - 32호(2008년 6월 15일)
  - 실수로 원안자의 이름이 본지에서는 '조경래'로 잘못 출력되었다.[12]

#### Recommended Travel - 여행, excursion, 旅行, tour, trip
- 여행 《문득 떠났어요》 :  오기사 - 32호(2008년 6월 15일)
  - 충청남도 서산의 개심사, 경상북도 안동의 병산서원을 다루고 있다.
- excursion 《눈물의 충청남도 백제불상 답사기》 :  호연 - 32호(2008년 6월 15일)
  - 원래 병산서원을 담으려고 했으나 이미 오기사님이 원고를 내는 바람에, 급히 바꾸어서 낸 작품이다.
  - 충청남도 태안의 태안 마애삼존불, 예산군의 예산리 사면석불, 국립부여박물관의 청양리 출토 도제대좌를 다루고 있다.
- 旅行 《화려하지 않은, '오래됨'의 도시 교토》 :  전지영 - 32호(2008년 6월 15일)
- tour 《서울의 궁, 맴맴맴》 :  코피 - 32호(2008년 6월 15일)
  - 경복궁, 창덕궁, 경희궁, 경운궁, 창경궁을 다루고 있다.
- trip 《Africa? 탐방기》 :  아롱 - 32호(2008년 6월 15일)
  - 서울특별시 안국동의 아프리카 미술관을 다루고 있다.

## 역대 〈팝툰〉 신인만화공모전 수상작

### 제1회 팝툰 신인만화공모전 수상작
- 우수작 《ALIVE》 : 이광열 - 14호(2007년 9월 15일)
- 우수작 《마누라, 호러퀸》 : 이지현 - 15호(2007년 10월 1일)
- 우수작 《나와 함께》 : 정필원 - 16호(2007년 10월 15일)
  - 정필원은 세종대학교 만화애니메이션과 학생으로, 2008년 졸업전에 발표했던 3개의 단편 중 하나를 출품했다.

### 제2회 팝툰 신인만화공모전 수상작
- 우수작 《오룡예대로 오세요》 : 장어진 - 25호(2008년 3월 1일)
  - 장편으로 기획되었으며, 1회에서 출품하였으나 탈락하고 다시 수정해서 당선되었다.
- 가작 《부드러운 인생》 : 김도연 - 25호(2008년 3월 1일)
  - 3부작으로 기획된 작품 중, 1회만 출품하였다.

### 제3회 팝툰 신인만화공모전 수상작
- 가작 《립스틱 감별사》 : 정서 - 38호(2008년 9월 15일)
- 가작 《동산빌라 사람들》 : 주영은 - 38호(2008년 9월 15일)
- 가작 《If I could meet again》 : 이경희 - 39호(2008년 10월 1일)
- 가작 《꽃을 피운 새싹》 : 이원후 - 40호(2008년 10월 15일)

## 역대 발간 〈팝툰 컬렉션〉
- 팝툰 컬렉션 01 《전원교향곡》 1 : 이경석 2008년 4월 22일 발매 ISBN 9788993208009
- 팝툰 컬렉션 02 《속 좁은 여학생》 1 : 토마 2008년 4월 22일 발매 ISBN 9788993208016
- 팝툰 컬렉션 02 《속 좁은 여학생》 2 : 토마 2009년 2월 14일 발매 ISBN 9788993208269
- 팝툰 컬렉션 03 《트레이스》(TRACE) VOL.1 : 고영훈(Nasty Cat) 2008년 4월 22일 발매 ISBN 9788993208030
- 팝툰 컬렉션 03 《트레이스》(TRACE) VOL.2 : 고영훈(Nasty Cat) 2008년 5월 19일 발매 ISBN 9788993208047
- 팝툰 컬렉션 03 《트레이스》(TRACE) VOL.3 : 고영훈(Nasty Cat) 2008년 12월 15일 발매 ISBN 9788993208207
- 팝툰 컬렉션 04 《뭐 없나?》: 마영신 2008년 6월 17일 발매 ISBN 9788993208054
- 팝툰 컬렉션 05 《자전거사신기》 : 송태욱 2008년 7월 14일 발매 ISBN 9788993208061
- 팝툰 컬렉션 06 《좀비의 시간》 : 이경석 2008년 9월 8일 발매 ISBN 9788993208146
- 팝툰 컬렉션 06 《애총》 : 한혜연 2009년 2월 26일 발매 ISBN 9788993208252
- 팝툰 컬렉션 07 《플리즈, 플리즈 미!》 : 기선 2009년 4월 10일 발매 ISBN 9788993208320
- 《설희》 1 : 강경옥 보관됨 2008-07-04 - 웨이백 머신 2008년 8월 12일 발매 ISBN 9788993208092
- 《설희》 2 : 강경옥 보관됨 2008-07-04 - 웨이백 머신 2008년 11월 7일 발매 ISBN 9788993208160
- 《설희》 3 : 강경옥 보관됨 2008-07-04 - 웨이백 머신 2009년 5월 8일 발매 ISBN 9788993208351
- 《미스 문방구 매니저》 1 : 캐러멜 2008년 8월 29일 발매 ISBN 9788993208139
- 《미스 문방구 매니저》 2 : 캐러멜 2009년 1월 30일 발매 ISBN 9788993208221
- 《미스 문방구 매니저》 3 : 캐러멜 2009년 2월 13일 발매 ISBN 9788993208238

## 관련 상품
- 팬더댄스 다이어리 2008 : 조경규 2007년 11월 1일 발매 ISBN 97889956659617
  - 반양장본, 가격 : 13,500원, 판형 : 165x125mm, 분량 : 272쪽

## 역대 편집장
- 제1대 : 전재상
  - 전재상은 《댕기》, 《마인》, 《윙크》, 《나인》, 《영점프》의 편집장을 맡았었고, 출판사 〈애니북스〉의 팀장을 맡았던 경력자이다.
- 제2대 : 이성욱
  - 이성욱은 《한겨레》기자, 《씨네21》 취재팀장을 맡았었다. 현재는 《팝툰》의 편집장 및  《씨네21》의 출판사업부장을 맡고 있다.

## 뒷이야기
- 제호는 제호 공모전에서 나온 이름이 아니라, 내부에서 나왔다.[13]
- 처음에는 윤태호와 장경섭도 연재할 예정이었다.[13]
- 창간 전에 홍대 앞의 만화 전문 서점 〈한양문고〉에서 실시되었던 설문조사를 참고하면 어떤 작가진이 예상되어 있었는지를 살펴볼 수 있다.[14]

## 특이사항호
- 1호(2007년 3월 1일)

창간호, 창간 기념으로 3호(2007년 4월 1일)까지 창간 기념 특집 기사 〈독자, 만화를 말하다〉가 연재되었다.
- 10호(2007년 7월 15일)

10호 기념 축하호, 〈10호 발간기념 열렬히 축하 이벤트〉와 10호를 구매하는 모든 독자에게 팝툰 캐릭터 종이박스를 증정하였다.
- 11호(2007년 8월 1일)

여름 특집 공포 스페셜, 단편을 포함한 공포 스페셜 7선이 선보였다. 연재작 중에서는 《전원교향곡》과 《D.O.G.》, 《파밍걸 아샤》가 참여했다.
- 17호(2007년 11월 1일) : 전면 개편호
- 23호(2008년 2월 1일)

설 특집호, 《전원교향곡》과 《Now in the city》, 《Hola! Chicos!》, 《The Day》, 《Culture Talk》, 《외로운 오기사》를 제외한 모든 연재작이 쉬고, 특선 중단편이 실렸다.
- 25호(2008년 3월 1일)

1주년 기념호, 〈1주년 기념 팝툰 선물잔치〉가 열렸다. 참고로 이벤트 그림은 조경규(숨은 그림 찾기)와 마인드C('팝툰의 달인')가 그렸다.
- 32호(2008년 6월 15일)

여행특집호 ‘떠나버리자!’, 《Cover essay》, 《Hola! Chicos!》, 《Now in the city》, 《돌아온 팬더댄스》, 《카오스모폴리탄》, 《Happy Copi》를 제외한 모든 연재작이 쉬고, 특선 단편, KBS 〈이야기 발전소〉와 공동 기획한 작품, 특별 기획 작품을 실었다.
- 42호(2008년 11월 15일) : 전면 개편호
- 49호(2009년 3월호) : 월간으로 나오는 첫 호이자, 창간 2주년 기념호. 〈2주년 기념 팝툰 선물잔치〉가 열렸다.

## 같이 보기
- 팝툰 컬렉션
- 팝툰 신인만화공모전
- 릴레이 만화 '야옹'
- 씨네21